# Fragnes-La Loyère
Fragnes-La Loyère község Franciaország Burgundia-Franche-Comté régiójában, Saône-et-Loire megyében. Új községként 2016. január 1-jén jött létre Fragnes és La Loyère község egyesítésével. A korábbi községek egyesülésekor az új község lélekszáma 1484 fő lett. Lakosainak száma 1434 fő (2022. január 1.).

## Népesség
| Lakosok száma | 1460 | 1496 | 1499 | 1487 | 1478 | 1456 | 1434 |
|               | 2013 | 2017 | 2018 | 2019 | 2020 | 2021 | 2022 |